# Kit Carson

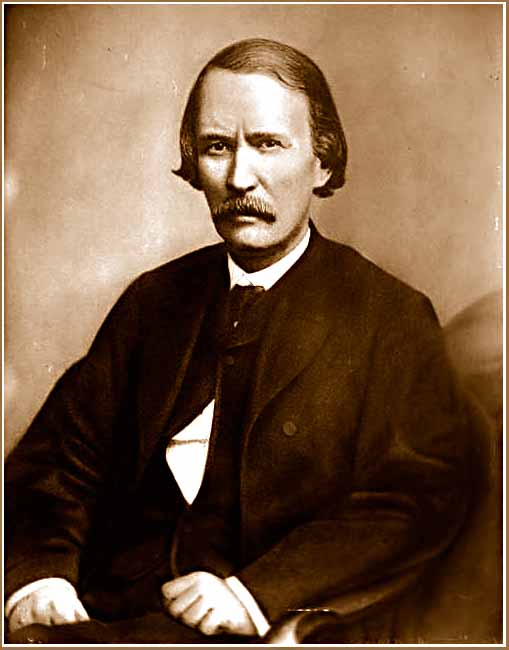
Kit Carson

Christopher Houston Carson (* 24. Dezember 1809 im Madison County, Kentucky; † 23. Mai 1868 in Fort Lyon, Colorado), besser bekannt als Kit Carson, war ein amerikanischer Pionier. Während seiner Karriere im Südwesten der Vereinigten Staaten war er Trapper, Führer, Scout, Rancher, Indianeragent und Soldat im Rang eines Brevet-Brigadegenerals.

## Leben
Carson ging mit 16 Jahren in den unerschlossenen Westen der Vereinigten Staaten. Er wurde als Helfer eines Handelszuges auf dem Santa Fe Trail eingestellt. Im damals noch mexikanischen Taos verbrachte er einen Winter und erlebte den dortigen Pelzhandel. Ab 1829 arbeitete er selbst als Trapper und Pelzhändler, zunächst von Mexiko, dann ab Mitte der 1830er Jahre für die American Fur Company. Als die Jagd auf Biber ihren Höhepunkt überschritt, zog er 1840 an den Arkansas River und ging von Bent’s Fort aus auf die Jagd nach Bisons.
Prominent wurde Kit Carson als Führer der Expedition des Offiziers John C. Frémont, der zwischen 1842 und 1846 die ersten Vermessungen des Oregon Trail durch die Rocky Mountains und entlang des Columbia River vornahm und schließlich die Sierra Nevada erkundete. Dieser erstellte die erste verlässliche Karte der westlichen Land- und Flusswege in Richtung Pazifik. Die gut geschriebenen Aufzeichnungen Frémonts waren sehr populär und machten Carson zum allseits beliebten Helden.

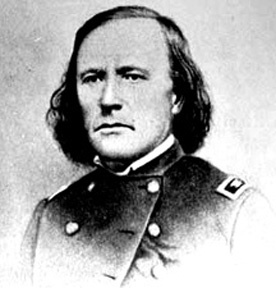
Porträt von Kit Carson (um 1860)

Carson nahm als Soldat am Mexikanisch-Amerikanischen Krieg 1846/48 teil. Er diente als Führer und Kundschafter für die Army of the West von Stephen W. Kearny und brachte dessen 300 Mann von Santa Fe an den Colorado River, durch das heutige Arizona und die Sonora-Wüste bis San Diego und Los Angeles. Nach der für die Amerikaner verlorenen Schlacht von San Pasqual gelang es ihm, gemeinsam mit Edward F. Beale und einem indianischen Scout, die mexikanischen Linien zu durchbrechen und für die eingeschlossene Armee Verstärkung herbeizurufen. Nach dem Krieg wurde er als Indianeragent für den Norden New Mexicos berufen. Seine Aufgaben umfassten Verhandlungen, aber auch die Begleitung von Kriegszügen gegen Indianervölker. 1851 führte er die Verhandlungen, aufgrund derer die Jicarilla-Apachen nicht ganz freiwillig in ein Reservat zogen, das sie bald wieder verließen. Daraufhin nahm Carson 1854 an einem Kriegszug gegen sie teil, der mit der Niederlage der Indianer unter schweren Verlusten endete. Friedliche Beziehungen erreichte er mit südlichen Bands der Ute, den Arapaho und den Einwohnern von Taos Pueblo.
Beim Ausbruch des Bürgerkrieges meldete er sich als Offizier zu einem Freiwilligen-Bataillon in New Mexico. Seine Einheit war beteiligt an der Abwehr des New-Mexico-Feldzuges unter Henry Hopkins Sibley, der von Texas aus für die Konföderierten nach New Mexico vorgestoßen war, um die Goldfelder von Colorado zu erobern.
Die Abwesenheit der regulären Armee wegen des Bürgerkrieges nutzten die Diné (Navajo) ab 1861/62 zu einem Kleinkrieg gegen Siedler und Rancher. Carson, von den Indianern „Rope Thrower“ genannt und den eingeborenen Stämmen bis dahin wohlgesinnt, wurde von dem Kommandanten der California Column, „Star-Chief“ James Henry Carleton beauftragt, ihren Aufstand niederzuschlagen. Carson, in die Dienste der Unionsarmee getreten, um gegen die Konföderierten, nicht aber gegen die Indianer zu kämpfen, lehnte den Auftrag zunächst ab. Er schickte ein Rücktrittsgesuch an Carleton, lenkte aber dann doch ein und stellte sich zur Verfügung. Ab Sommer 1863 führte Carson einen brutalen Vernichtungskrieg, bei dem er systematisch die Felder und die Nahrungsgrundlagen der Diné zerstörte. Im Winter 1863/64 belagerte er die letzten Krieger im Canyon de Chelly, in den sie sich zurückgezogen hatten. Im Januar gaben die Diné auf und wurden auf den Langen Marsch geschickt. Rund 500 km mussten sie vom Nordosten Arizonas zu den vorgeschriebenen Reservaten in unfruchtbaren Teilen New Mexicos laufen. Carson war daran nicht beteiligt; er führte anschließend kleinere Gefechte in Texas, in denen die Kiowa, Komantschen und Cheyenne Ende 1864 unterworfen wurden.
Die Zeit der großen Indianerkriege ging zu Ende, Carson wurde das Kommando von Fort Garland in Colorado übertragen. Er kümmerte sich um die Beziehungen der Vereinigten Staaten zu den Ute-Indianern der Region und wurde ihr Fürsprecher bei der Politik. Am 23. Mai 1868 starb er in Fort Lyon, Colorado.
Kit Carson war zweimal verheiratet, 1841 mit einer Cheyenne, die ihn kurz darauf verließ. 1842 heiratete er die spanischstämmige Josefa Jaramillo aus einer prominenten Familie in Taos. Sie hatten acht Kinder. Jaramillo starb im Kindbettfieber nach der letzten Geburt, nur einen Monat vor Carsons eigenem Tod.

## Ehrungen
Die Hauptstadt des US-Bundesstaates Nevada wurde ihm zu Ehren Carson City genannt. Im Osten des Bundesstaates Colorado gibt es den Distrikt Kit Carson County, im Cheyenne County, Colorado, eine kleine Siedlung namens Kit Carson und im Süden des Bundesstaates wurde der Berggipfel Kit Carson Peak nach ihm benannt. Im Spokane County, Bundesstaat Washington, gibt es einen weiteren Mount Kit Carson. Des Weiteren wurden im Bundesstaat New Mexico der Carson National Forest und der Kit Carson Memorial State Park nach ihm benannt. Der Carson River fließt von Kalifornien nach Nevada, ein Armeeposten in Colorado Springs heißt Fort Carson.
1850 wurde Carson ein Mitglied im Bund der Freimaurer, seine Loge (Montezuma Lodge No. 109) ist in Santa Fe ansässig.

## Medien

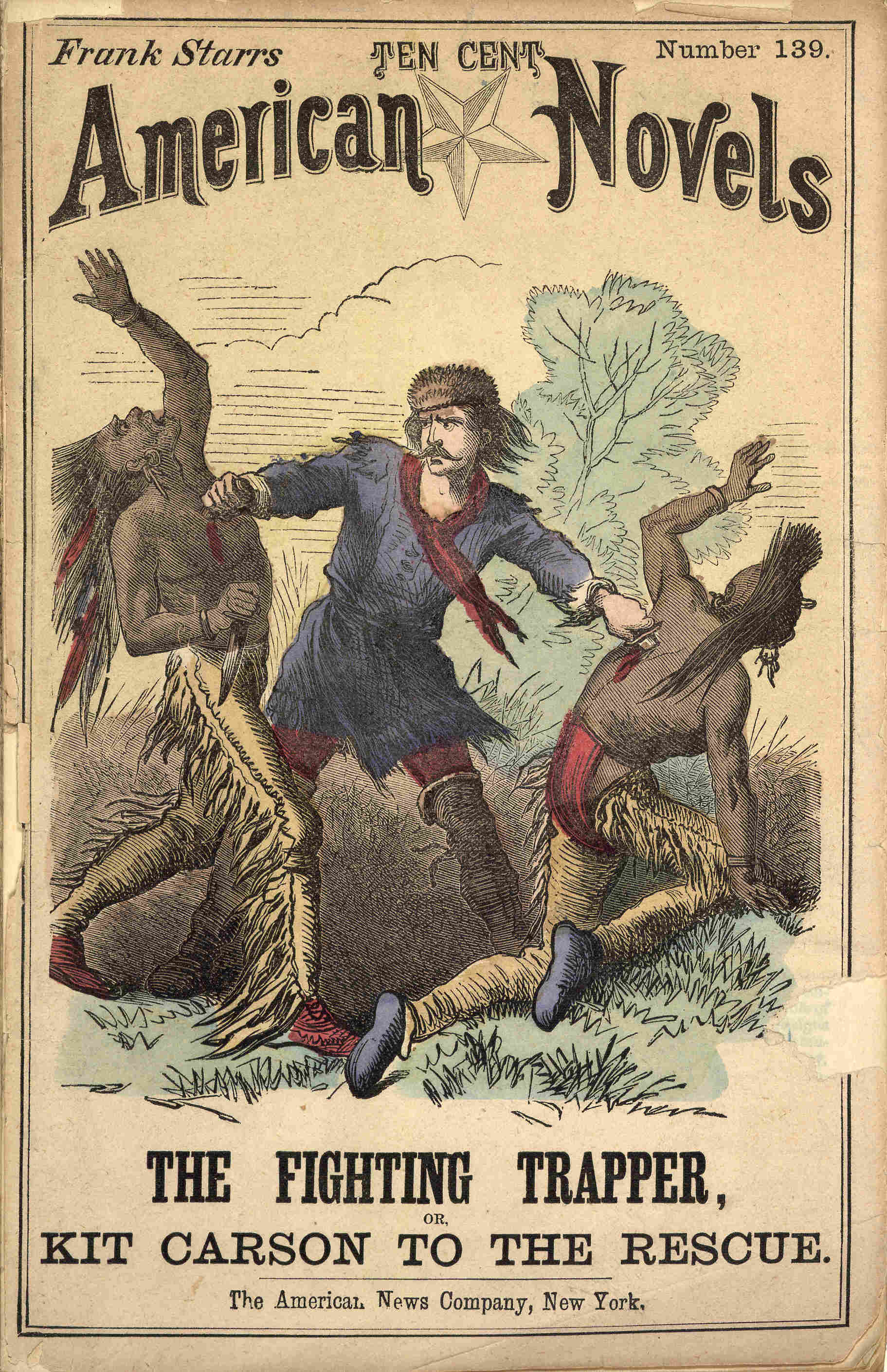
Buchcover mit Kit Carson (1874)

Die Legendenbildung um Kit Carson begann schon vor seinem Tod. Über 25 Romane erschienen von Kit Carson, Prince of the Gold Hunters (1849) bis zu Kit Carson, King of Scouts (1923).
Bereits zu Stummfilmzeiten gab es vier Western mit erfundenen Abenteuern Kit Carsons. Ein Serial aus dem Jahr 1933 (Fighting with Kit Carson) wurde zu mehreren Kinofilmen zusammengeschnitten. 1940 entstand der Kinofilm Rote Teufel um Kit Carson von George B. Seitz. Von 1951 bis 1955 erlebte Kit Carson in der Fernsehserie The Adventures of Kit Carson seine Abenteuer und Disney veröffentlichte 1977 Kit Carson and the Mountain Men
In den USA erschienen ab 1931 verschiedene Comicalben mit erfundenen Abenteuern von Kit Carson und in England erschienen ab den 1950er-Jahren ebenfalls über 350 verschiedene Abenteuergeschichten. Im deutschen Walter Lehning Verlag erschien 14-täglich eine Comic-Wildwestserie mit dem Titel Kit Carson, Meisterscout des Wilden Westens in 16 Ausgaben von 1966 bis 1967.